# Pascal-seconde
Le pascal-seconde, ou pascal seconde, est l'unité de viscosité dynamique du Système international. C'est une unité dérivée, en termes d'unités de base il s'exprime comme suit :
1 Pa s = 1 kg m−1 s−1.
Le pascal-seconde s'est antérieurement appelé poiseuille (symbole Pl), en hommage au physicien français Jean-Léonard-Marie Poiseuille.
La poise (symbole P ou Po) est aussi une ancienne unité de viscosité dynamique, basée sur le système CGS. Un pascal seconde vaut dix poises :
1 Pa s = 10 P.